# Alcindo
Alcindo (Sapucaia do Sul, 1945. március 31. – Porto Alegre, 2016. augusztus 27.) válogatott brazil labdarúgó, középpályás.
Részt vett a brazil válogatottal az 1966-os angliai világbajnokságon.

## Sikerei, díjai
Grêmio
- Gaúcho bajnokság (Rio Grande do Sul állam)
  - bajnok: 1964, 1968, 1977

 Santos FC
- Paulista bajnokság (São Paulo állam)
  - bajnok: 1973

 Club América
- Mexikói bajnokság
  - bajnok: 1976